# Бердюзьке сільське поселення
Бердю́зьке сільське поселення (рос. Бердюжское сельское поселение) — муніципальне утворення у складі Бердюзького району Тюменської області, Росія.
Адміністративний центр — село Бердюж'є.

## Населення
Населення — 5654 особи (2020; 5641 у 2018, 5492 у 2010, 5727 у 2002).

## Склад
До складу поселення входять такі населені пункти:
| Населений пункт    | Населення, осіб (2002) | Населення, осіб (2010) |
| ------------------ | ---------------------- | ---------------------- |
| Бердюж'є, село     | 5256                   | 5158                   |
| Гагаріна, присілок | 274                    | 246                    |
| Глибоке, присілок  | 122                    | 52                     |
| Часники, присілок  | 75                     | 36                     |